# Kölner EC (Fraueneishockey)
Die Fraueneishockeyteams des Kölner EC wurden 1995 als Eishockey-Damen-Team Cologne Brownies gegründet und 2017 in den Kölner EC „Die Haie“ eingegliedert. In der Saison 2019/20 spielte die erste Mannschaft in der 2. Liga Nord und konnte sich als Meister der Liga für die Fraueneishockey-Bundesliga qualifizieren. Die erneut am Spielbetrieb teilnehmende 2. Mannschaft spielte in der NRW-Landesliga.

## Geschichte

Logo der Cologne Brownies

Gegründet wurden die Cologne Brownies am 9. September 1995 in Köln. Da viele der Gründungsmitglieder vormals bei den Kölner Panthern spielten, können die Brownies als inoffizielle Nachfolger dieses Damenteams angesehen werden. Als Vereinsfarben wählte man Schwarz, Blau und Weiß. Seinen Namen erhielt der Verein aufgrund der Übersetzung des Wortes Brownie ins Deutsche: Heinzelmännchen.
Die ersten Jahre waren geprägt von Trainerwechseln, Freundschaftsspielen und dem Bemühen, eine Mannschaft für den Ligabetrieb zusammenzustellen. Zur Saison 1998/99 meldeten die Brownies erstmals eine Mannschaft beim DEB an. Begonnen wurde in der Landesliga NRW, wo die Mannschaft auf Anhieb den fünften Platz belegte. Ein Jahr später wurden die Brownies NRW-Pokalsieger und holten somit ihren ersten Titel. In der Saison 2000/01 traten die Kölner als ein Mitfavorit auf den Aufstieg an, scheiterten aber im Kampf um den Titel. Am Ende stiegen die Brownies allerdings doch noch auf, da die sogenannte Zwischenrunde, die spätere 2. Liga, erweitert wurde. Im NRW-Pokal kam man erneut bis ins Finale, wo man aber gegen den SC Mittelrhein-Neuwied „Die Hühner“ unterlag. Zu Jahresbeginn 2001 erhielt der Verein außerdem Verstärkung durch eine zweite Mannschaft, die seitdem den Unterbau zur 1. Mannschaft darstellt.

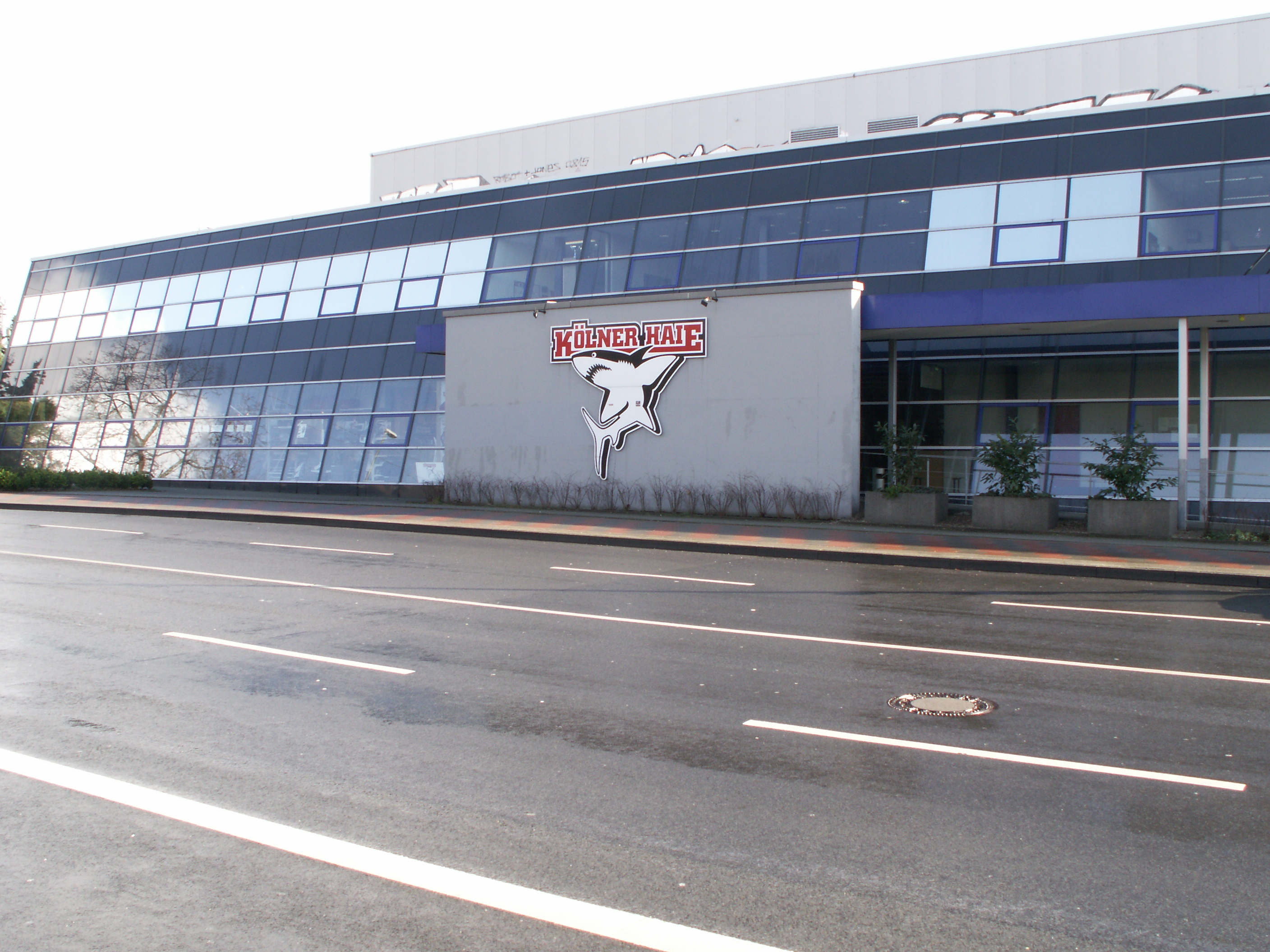
Spielstätte der Brownies: Die Kölnarena 2

In ihrer ersten Spielzeit in der zweithöchsten Spielklasse taten sich die Brownies zunächst schwer, schafften aber als fünftplatziertes von sieben Teams den Klassenerhalt. In der Saison 2002/03 war erneut der Klassenerhalt das Saisonziel, das man am Ende mit Platz 6 (von diesmal acht Teams) sicher erreichte. Auch in der folgenden Spielzeit stand am Ende der sechste Platz zu Buche, womit man zufrieden sein konnte. Doch die Ansprüche beim Kölner Team stiegen langsam und man wollte die stete Verbesserung der letzten Jahre auch im vierten Zweitligajahr beibehalten. Trotz des, auch aufgrund der weiter gestiegenen Popularität rund um die Domstadt, erhöhten Drucks, spielte die Mannschaft ihre bis dahin beste Saison und wurde am Ende der Spielzeit Dritter hinter den Topteams des ETC Crimmitschau und des SV Brackwede. Im September 2005 veranstalteten die Brownies ihr Jubiläumsturnier zum zehnjährigen Bestehen des Vereins, an dem Mannschaften aus der Bundesliga und der 2. Liga teilnahmen. In der Spielzeit 2005/06 konnten die Brownies dank eines Schlussspurtes erneut den sicheren Klassenerhalt feiern. Aufgrund des schwachen Saisonstartes war jedoch eine bessere Positionierung als Platz 6 nicht mehr möglich.
In der Spielzeit 2006/07 gab es aufgrund des Rückzuges zweier Teams vor Saisonbeginn keinen sportlichen Absteiger aus der 2. Liga Nord. Doch mit dem am Ende erreichten vierten Platz hätten die Brownies ohnehin nichts mit dem Abstieg zu tun gehabt. Die in dieser Saison erstmals zum Spielbetrieb gemeldete 2. Mannschaft, der auch Spielerinnen des EHC Troisdorf angehörten, erreichte Platz 7 in der Landesliga NRW. In der Folgespielzeit schafften beide Teams erneut den Klassenerhalt, wobei die Reserve der Brownies in der Aufstiegsrunde zur Verbandsliga den dritten Platz belegte. Seitdem gelang beiden Teams immer der Klassenerhalt, wodurch sie in der Saison 2011/12 weiterhin in der 2. Liga beziehungsweise in der – inzwischen in Bezirksliga umbenannten – vierthöchsten Spielklasse antraten.
Zur Saison 2014/15 gründeten die Brownies eine dritte Mannschaft ein, die ebenso im Spielbetrieb des Eishockeyverbandes NRW angesiedelt war.
Im Jahr 2016 gab es zahlreiche Verhandlungen zwischen dem EDT Cologne Brownies und dem KEC „Die Haie“, die letztlich zur Aufnahme der Fraueneishockey-Teams der Brownies in den KEC führten. Im April 2017 wurde der EDT Cologne Brownies e.V. aufgelöst.
2020 schaffte die erste Frauenmannschaft den Aufstieg in die Fraueneishockey-Bundesliga.

## Spielorte
Trainings- und Spielstätte der Frauenmannschaft der Kölner Haie ist die Kölnarena 2, die auch Spielstätte der Nachwuchsmannschaften, sowie Trainingsstätte der DEL-Mannschaft ist.

## Platzierungen

### Kölner Eishockeydamen die Panther
| Saison  | Liga            | Vorrunde | Bemerkungen                |
| ------- | --------------- | -------- | -------------------------- |
| 1982/83 | NRW-Liga        | 1. Platz |                            |
| 1983/84 | NRW-Liga        | 2. Platz | Endrunde 4. Platz          |
| 1984/85 | NRW-Liga        | 3. Platz |                            |
| 1985/86 | NRW-Liga        | 3. Platz | Endrunde 3. Platz          |
| 1986/87 | NRW-Liga        | 3. Platz | Endrunde 5. Platz          |
| 1987/88 | NRW-Liga        | 4. Platz |                            |
| 1988/89 | Bundesliga      | 6. Platz |                            |
| 1989/90 |                 |          |                            |
| 1990/91 | NRW-Bezirksliga | 3. Platz | Aufstieg in NRW-Landesliga |
| 1991/92 | NRW-Landesliga  | 5. Platz |                            |
| 1992/93 | NRW-Landesliga  | 7. Platz |                            |
| 1993/94 | NRW-Landesliga  | 2. Platz |                            |

### Cologne Brownies
| Saison    | Liga                        | Vorrunde          | Bemerkungen                                             |
| --------- | --------------------------- | ----------------- | ------------------------------------------------------- |
| 1998/99   | Landesliga NRW              | 5. Platz          | Klassenerhalt                                           |
| 1999/2000 | Landesliga NRW              | 5. Platz          | Klassenerhalt und NRW-Pokalsieger                       |
| 2000/01   | Landesliga NRW              | 2. Platz          | Aufstieg                                                |
| 2001/02   | Zwischenrunde/2. Liga Nord  | 5. Platz          | Klassenerhalt                                           |
| 2002/03   | 2. Liga Nord                | 5. Platz          | Klassenerhalt                                           |
| 2003/04   | 2. Liga Nord                | 5. Platz          | Klassenerhalt                                           |
| 2004/05   | 2. Liga Nord                | 3. Platz          | Klassenerhalt                                           |
| 2005/06   | 2. Liga Nord                | 6. Platz          | Klassenerhalt                                           |
| 2006/07   | 2. Liga Nord Landesliga NRW | 4. Platz 7. Platz | Klassenerhalt                                           |
| 2007/08   | 2. Liga Nord Landesliga NRW | 5. Platz 2. Platz | Klassenerhalt 3. Platz Verbandsligapokal, Klassenerhalt |
| 2008/09   | 2. Liga Nord Landesliga NRW | 5. Platz          | Klassenerhalt                                           |
| 2009/10   | 2. Liga Nord Landesliga NRW | 4. Platz 5. Platz | Klassenerhalt                                           |
| 2010/11   | 2. Liga Nord Landesliga NRW | 6. Platz 3. Platz | Klassenerhalt                                           |

### Kölner EC "Die Haie"
| Saison  | Liga         | Vorrunde           | Bemerkungen                |
| ------- | ------------ | ------------------ | -------------------------- |
| 2017/18 | 2. Liga Nord | 1. Platz (Meister) | Klassenerhalt              |
| 2018/19 | 2. Liga Nord | 2. Platz           | Klassenerhalt              |
| 2019/20 | 2. Liga Nord | 1. Platz (Meister) | Aufstieg in die Bundesliga |

Neben der 1. Frauenmannschaft haben die Kölner Haie auch Mannschaften in der Landesliga NRW und der Bezirksliga NRW.